# 卡拉·瑙文
卡拉·瑙文（荷蘭語：Carla Nouwen，1969年5月8日—），荷兰乒乓球运动员。她曾获得2008年和2009年欧洲乒乓球锦标赛女子团体冠军。